# Лопушно (Україна)
Лопушно — село в Україні, у Самбірському районі Львівської області. Населення становить 102 особи (2021). Орган місцевого самоврядування — Ралівська сільська рада.
До 1990 року називалось Лопушна. До 2011 року в облікових даних було записане як Лупошно.

## Населення

### Мова
Розподіл населення за рідною мовою за даними перепису 2001 року:
| Мова       | Кількість | Відсоток |
| ---------- | --------- | -------- |
| українська | 148       | 100%     |